# Referendum in Schottland 1979

Regionale Mehrheiten nach Regionen beim Referendum 1979:
Zustimmung
Ablehnung

In einem Referendum zur Dezentralisierung (englisch devolution referendum) am 1. März 1979 hatte die Bevölkerung Schottlands Gelegenheit, sich zur Frage zu äußern, ob Schottland ein eigenes Regionalparlament innerhalb des Vereinigten Königreichs erhalten sollte. Eine knappe Mehrheit stimmte für die Einführung eines solchen Regionalparlaments.

## Hintergrund
Seit dem Act of Union von 1707 waren die beiden Königreiche England und Schottland miteinander zum „Königreich Großbritannien“ vereinigt und es existierte kein eigenständiges schottisches Parlament mehr, sondern die in Schottland gewählten Parlamentarier saßen als Abgeordnete im Parlament von Westminster in London. Schottland behielt jedoch auch nach der Vereinigung umfangreiche Sonderrechte, so z. B. eine eigene Bank, eine eigene Kirchenorganisation, das näher am kontinentalen Recht angelehnte schottische Recht, und die Schotten bewahrten sich ein ausgeprägtes regionales Selbstbewusstsein.

## Schottische Nationalbewegung nach dem Zweiten Weltkrieg
Nach dem Zweiten Weltkrieg und einhergehend mit der Auflösung des ehemaligen British Empire wurden Stimmen laut, die eine regionale Autonomie oder gar Unabhängigkeit Schottlands forderten. Ein weithin beachtetes Signal war der Sieg der Kandidatin der separatistischen Scottish National Party, Winnie Ewing bei der Nachwahl im schottischen Wahlkreis Hamilton am 2. November 1967. Als Ende der 1960er und in den 1970er Jahren umfangreiche Öl- und Gasvorkommen vor der schottischen Küste entdeckt wurden, bekam die schottische Autonomiebewegung unter dem Motto It’s Scotland’s oil zusätzlichen Auftrieb und die Scottish National Party, die in den Jahrzehnten zuvor eine unbedeutende Splitterpartei gewesen war, erhielt bei den Unterhauswahlen im Februar 1974 22 % und im Oktober 1974 30 % der Wählerstimmen in Schottland.

## Kilbrandon Commission
Um den schottischen und auch walisischen Forderungen zu begegnen, wurde im Jahr 1969 durch die Labour-Regierung unter Premierminister Harold Wilson die Royal Commission on the Constitution, oder nach ihren Vorsitzenden Lord Crowther bzw. Lord Kilbrandon (ab 1972) einfach Crowther Commission bzw. Kilbrandon Commission ins Leben gerufen. Die Kommission beschäftigte sich mit der Frage der devolution, d. h. der möglichen Dezentralisierung des Vereinigten Königreichs. Sie kam nicht zu einem einheitlichen Ergebnis und im Abschlussbericht im Jahr 1973 wurden verschiedene Optionen dargestellt. Bezüglich der Landesteile Schottland und Wales empfahl die Kommission mehrheitlich die Schaffung von eigenen regionalen Parlamenten, die für begrenzte lokale Angelegenheiten zuständig sein sollten.
In Reaktion auf den Kommissionsbericht und auf die Erfolge der Scottish National Party 1974 veranlasste Premierminister Wilson ein Treffen der schottischen Labour-Abgeordneten am 22. Juni 1974, um mit ihnen einen Plan zur Erarbeitung eines Konzepts zur Selbstverwaltung zu beschließen. An diesem Tag fand jedoch im Rahmen der ersten Finalrunde der Fußball-Weltmeisterschaft das Spiel zwischen Jugoslawien und Schottland statt (das unentschieden endete). Letztlich erschienen deswegen zu dem vereinbarten Treffen nur 11 der 22 schottischen Labour-Abgeordneten, die Skeptiker bezüglich einer Autonomie Schottlands blieben dabei in der Mehrheit und es kam sehr zum Ärger Wilsons zu keinem Beschluss hinsichtlich der Selbstverwaltung Schottlands.
Im Jahr 1978 beschloss das britische Parlament mit der knappen Mehrheit der Labour Party und der diese unterstützenden Parteien den Scotland Act, der die Schaffung eines schottischen Parlamentes mit Sitz in Edinburgh vorsah. Das Inkrafttreten des Scotland Act wurde allerdings an ein Referendum gebunden, das im folgenden Jahr in Schottland abgehalten werden sollte. Die Bestimmungen sahen vor, dass nicht nur eine absolute Mehrheit der Wählerstimmen, sondern auch mindestens 40 % der Wahlberechtigten (einschließlich der Nichtwähler) dem Scotland Act zustimmen mussten.

## Referendum
Die Frage, die den schottischen Wählern am 1. März 1979 gestellt wurde, lautete:

“Do you want the provisions of the Scotland Act 1978 to be put into effect?”

„Sollen die Maßnahmen des Scotland Act 1978 umgesetzt werden?“

Die Wähler hatten „Yes“ oder „No“ (Ja/Nein) auf dem Stimmzettel anzukreuzen.
| Region                | Abstimmende       | Abstimmende | Ja-Stimmen | Ja-Stimmen | Ja-Stimmen            | Nein-Stimmen | Nein-Stimmen | Nein-Stimmen          |
| Region                | Wahl- beteiligung | Stimmen     | Stimmen    | % (Wähler) | % (Wahl- berechtigte) | Stimmen      | % (Wähler)   | % (Wahl- berechtigte) |
| --------------------- | ----------------- | ----------- | ---------- | ---------- | --------------------- | ------------ | ------------ | --------------------- |
| Borders               | 66,4              | 51.526      | 20.746     | 40,3       | 26,7                  | 30.780       | 59,7         | 39,7                  |
| Central               | 65,9              | 130.401     | 71.296     | 54,7       | 36,0                  | 59.105       | 45,3         | 29,9                  |
| Dumfries and Galloway | 64,1              | 67.401      | 27.162     | 40,3       | 25,8                  | 40.239       | 59,7         | 38,2                  |
| Fife                  | 65,3              | 160.688     | 86.252     | 53,7       | 35,0                  | 74.436       | 46,3         | 30,2                  |
| Grampian              | 57,2              | 196.429     | 94.944     | 48,3       | 27,6                  | 101.485      | 51,7         | 29,5                  |
| Highland              | 64,7              | 88.247      | 44.973     | 51,0       | 33,0                  | 43.274       | 49,0         | 31,7                  |
| Lothian               | 65,9              | 373.642     | 187.221    | 50,1       | 33,0                  | 186.421      | 49,9         | 32,9                  |
| Orkney                | 54,1              | 7.543       | 2.104      | 27,9       | 15,1                  | 5.439        | 72,1         | 39,0                  |
| Shetland              | 50,3              | 7.486       | 2.020      | 27,0       | 13,6                  | 5.466        | 73,0         | 36,7                  |
| Strathclyde           | 62,5              | 1.105.118   | 596.519    | 54,0       | 33,7                  | 508.599      | 46,0         | 28,7                  |
| Tayside               | 63,0              | 184.807     | 91.482     | 49,5       | 31,2                  | 93.325       | 50,5         | 31,8                  |
| Western Isles         | 49,9              | 11.151      | 6.218      | 55,8       | 27,8                  | 4.933        | 44,2         | 22,1                  |
| Schottland insgesamt  | 63,0              | 2.384.439   | 1.230.937  | 51,6       | 32,5                  | 1.153.502    | 48,4         | 30,5                  |

Im Endergebnis stimmte eine knappe Mehrheit der Abstimmenden (51,6 %) für den Scotland Act, allerdings waren dies bei einer Wahlbeteiligung von 63 % nur 32,5 % der Wahlberechtigten, so dass die Frage des Referendums damit nicht positiv beantwortet worden war. Enttäuschte Befürworter protestierten unter dem Slogan „Scotland said ‚yes‘“ („Schottand hat ‚Ja‘ gesagt“). Kritik entzündete sich auch an der Art und Weise, wie die Zahl der Wahlberechtigten bestimmt worden war. Da es im Abstimmungsjahr keine Bevölkerungszählung gegeben hatte, mussten die Wahlberechtigten in den einzelnen Wahlbezirken geschätzt werden, was naturgemäß mit Unsicherheiten verbunden war. Die Labour-Regierung unter Premierminister James Callaghan stellte danach alle Aktivitäten ein, den Scotland Act umzusetzen. Daraufhin entzog die Scottish National Party (SNP) im Parlament von Westminster der Regierung ihre parlamentarische Unterstützung und unterstützte ein Misstrauensvotum gegen die Regierung. Das Zusammengehen der SNP und der Liberal Party, die beide den Scotland Act unterstützten, mit den oppositionellen Konservativen unter Margaret Thatcher, die sich gegen eine Selbstverwaltung Schottlands ausgesprochen hatten, wurde vom Premierminister scharf kritisiert:

“So, tonight, the Conservative Party, which wants the Act repealed and opposes even devolution, will march through the Lobby with the SNP, which wants independence for Scotland, and with the Liberals, who want to keep the Act. What a massive display of unsullied principle! The minority parties have walked into a trap. If they win, there will be a general election. I am told that the current joke going around the House is that it is the first time in recorded history that turkeys have been known to vote for an early Christmas.”

„Nun werden heute abend die Konservative Partei, die sich für die Ablehnung des ‚Acts‘ ausgesprochen hat und sogar gegen die Dezentralisierung insgesamt ist, zusammen mit der SNP, die eine Unabhängigkeit Schottlands anstrebt, und mit den Liberalen, die den ‚Act‘ umsetzen wollen, durch die Parlamentslobby marschieren. Was für eine Darbietung von Prinzipienlosigkeit! Die Minderheitenparteien sind in eine Falle getappt. Wenn sie [das Misstrauensvotum] gewinnen, wird es eine vorgezogene Parlamentswahl geben. Mir wurde berichtet, dass zurzeit ein Witz die Runde im Hause macht, dass dies das erste Mal in der Geschichte ist, dass sich Truthähne für ein vorgezogenes Weihnachtsfest einsetzen.“

In einer dramatischen Abstimmung verlor Callaghan am 28. März 1979 die Vertrauensfrage mit 310:311 Stimmen, d. h. nur einer einzigen Stimme. Die daraufhin abgehaltenen vorgezogenen Unterhauswahlen am 3. Mai 1979 wurden von den Konservativen unter Margaret Thatcher gewonnen. Es folgten insgesamt 18 Jahre konservativer Regierungen, unter denen das Thema der devolution nicht weiter verfolgt wurde.
Erst nach dem Wahlsieg der Labour Party bei den Unterhauswahlen 1997 ließ der neu gewählte Premierminister Tony Blair erneut ein Referendum in Schottland abhalten. Labour löste damit eines der Wahlversprechen ein. In diesem Referendum am 11. September 1997 (diesmal ohne die 40-%-Hürde) sprachen sich die Abstimmenden mehrheitlich für die Schaffung eines schottischen Parlaments mit Steuerbefugnissen aus, so dass 1998 der neue Scotland Act in Kraft trat und ein Regionalparlament für Schottland eingerichtet werden konnte.